# Helen Velando
Helen Velando González (Montevideo, 3 de diciembre de 1961) es una escritora uruguaya de literatura infantil y juvenil.

## Biografía
Estudió cuatro años en la [Facultad de Derecho Universidad de la República, pero abandonó para seguir su vocación artística. Comenzó a cantar y estudiar teatro y títeres, y llegó a tener una banda de blues llamada La Trapecista. Tuvo muchos trabajos: vendió libros, zapatos y ropa, hizo encuestas, tejió, fue docente de teatro y guionista de humor para televisión. En 1989 empezó a escribir adaptaciones para teatro.
En 1993, año en que ganó un premio Florencio a la mejor actriz en el rubro infantil, publicó su primer libro, con el que logró cierta repercusión. Su gran paso fue en 1999 cuando, después de cuatro años sin publicar, su libro Detectives en el Parque Rodó tuvo un gran éxito en el público uruguayo.
Es autora de libros álbum, cuentos y novelas dirigidas al público infantil y juvenil.
El 24 de julio de 2024 realizó una charla en el liceo Casarino 1 de ese pueblo con estudiantes del lugar.

## Obras
- Las increíbles historias de Superma-pupu, una pulga diferente (1993)
- Una pulga interplanetaria (Tupac Amaru Ediciones, 1995)
- Cuentos de otras lunas (Tupac Amaru Ediciones, 1996)
- Detectives en el parque rodo (1999)
- Misterio en el Cabo Polonio (2001)
- Detectives en el Cementerio Central (2002)

- Fantasmas en la Sierra de las Ánimas (2002)
- Los Cazaventura y el camino perdido de los Andes (2003)
- Cuentos de otras lunas (reedición 2004)
- Los Cazaventura y el río escondido de la Amazonia (2004)
- Memorias de una gripe (2005)
- Los Cazaventura y el secreto de Yucatán (2005)
- Radio Pirata (2005)
- Piratas en el Santa Lucía (2006)
- Los Cazaventura y el tesoro de las Guayanas (2006)
- Los Cazaventura y las momias de Atacama (2007)
- Atrapasueños (2007)
- Una pulga interplanetaria (reedición 2007)
- Las aventuras de Súper Pocha (2007)
- Súper Pocha de vacaciones (2008)
- Una pulga en la Edad Media (2009)
- Súper Pocha, Merengue y Chachachá (2010)
- Vandalia. La nave de los mundos perdidos (2010)
- Súper Pocha contra la niebla tenebrosa (2011)
- El diario olvidado de un Cazaventura (2011)
- El Dragón culpón (2014)
- El secreto de los Bichimagos (2014)
- El gran Circo Desprolijo (2015)

- La isla de los vientos prohibidos (2015)
- La trapecista solitaria (2016)
- En mi escuela pasan cosas raras y otros cuentos (2017)
- Dragones en el río Negro (2017)
- Hadas y duendes del campo (2018)
- Vandalia La nave de los mundos perdidos (2018)
- Esta escuela está embrujada y otros cuentos que dan miedo (2019)
- Super Pocha, tierra adentro (2019)
- Una escuela emocionante y otros cuentos escondidos (2019)
- Buscadores de reliquias y la gema sagrada (2021)
- Buscadores de reliquias y la receta robada (2021)[5]

## Premios
- 1993, Premio Florencio a Mejor Actriz en el rubro infantil.
- 1997, Premio Florencio a Mejor Espectáculo Musical por El fantasma de Canterville
- 2001, Premio Bartolomé Hidalgo Revelación, otorgado por la Cámara Uruguaya del Libro.
- 1999, Premio Libro de Oroexto de autor nacional para niños por Cuentos de otras lunas (1999])
- 2002, Premio Bartolomé Hidalgo por Misterio en el Cabo Polonio y por Detectives en el Parque Rodó, otorgado por la Cámara Uruguaya del Libro.
- 2002, Mejor texto de autor nacional para niños por Detectives en el Parque Rodó (2002)
- 2003, Premio Libro de Oro por Detectives en el Cementerio Central y por Fantasma en la Sierra de las Ánimas
- 2003, Premio Bartolomé Hidalgo en la categoría Literatura Infantil y Juvenil
- 2004, Premio Libro de Oro por Los Cazaventura y el camino perdido de los Andes
- 2005, Premio Libro de Oro por Los Cazaventura y el río escondido de la Amazonia
- 2006, Premio Libro de Oro por Los Cazaventura y el secreto de Yucatán